# Teuthowenia
A Teuthowenia a fejlábúak (Cephalopoda) osztályának a kalmárok (Teuthida) rendjébe, ezen belül a Cranchiidae családjába tartozó nem.

## Rendszerezés
A nembe az alábbi 3 faj tartozik:
- Teuthowenia maculata (Leach, 1817)
- Teuthowenia megalops (Prosch, 1849) - típusfaj
- Teuthowenia pellucida (Chun, 1910)